# Ross Case
Ross Case (n, 1 de noviembre de 1951) es un jugador australiano de tenis. En su carrera conquistó cinco torneos ATP de individuales y 20 torneos ATP de dobles. Su mejor posición en el ranking de individuales fue el número 14 en abril de 1976. En 1974 llegó a semifinales del Abierto de Australia.